# Клинтон (Индијана)
Клинтон (енгл. Clinton) град је у америчкој савезној држави Индијана.

## Демографија
По попису из 2010. године број становника је 4.893, што је 233 (-4,5%) становника мање него 2000. године.
| Група             | 2000.         | 2010.         |
| Белци             | 5.005 (97,6%) | 4.744 (97,0%) |
| Афроамериканци    | 18 (0,4%)     | 10 (0,2%)     |
| Азијати           | 4 (0,1%)      | 12 (0,2%)     |
| Хиспаноамериканци | 35 (0,7%)     | 49 (1,0%)     |
| Укупно            | 5.126         | 4.893         |